# 五代登
五代 登（ごだい のぼる、1959年10月14日 - ）は、日本の元プロボクサー。本名は田中 敏之（たなか としゆき）。埼玉県所沢市出身。第27代日本フェザー級王者。第19代日本スーパーフェザー級王者。第35代日本ライト級王者。
現役時代は本名でヨネクラボクシングジム所属選手としてプロデビュー、後にリングネームを田中 健友と改め、さらにトーア・ファイティングボクシングジム（現・ファイティング原田ボクシングジム）への移籍とともに五代登と改めた。現在は五代ボクシングジム会長。

## 人物
3人兄弟の末弟。高校を1か月で退学し、15歳の時、ガッツ石松、柴田国明らが現役選手として所属していたヨネクラジムに入門。
そのセンスは早くから天才的と評され、日本人選手として初めて同一王座の3階級制覇を達成したが、奔放な性格とむら気のために王座を長く防衛できないこともあった。

## 来歴
1977年7月25日、本名の田中敏之でプロデビュー。判定勝利を収めた。
1978年12月18日、第35回東日本ジュニアフェザー級新人王トーナメントの決勝戦で奥間敏（本多）と判定で引き分け、敗者扱いとなって退いた。
1982年11月8日、スパイダー根本が返上して空位となった日本フェザー級王座を桑原邦吉（鉄和京浜川崎）と決定戦で争い、8RTKO勝利を収めて同王座を獲得したが、翌1983年1月12日、来馬英二郎（神戸）との初防衛戦に判定負けを喫して王座を失った。1985年4月、米倉健司会長から「健」、後援会から「友」の文字を授かり、リングネームを田中健友と改めた。
1986年2月25日、イサヤ・イコニが剥奪されたために空位となった日本スーパーフェザー級王座を藤本将吉（新日本木村）と決定戦で争い、判定勝利を収めて同王座を獲得した。同年8月26日、沖田英二（角海老宝石）に最終10RKO勝利を収めて初防衛に成功したが、同年12月9日、2度目の防衛戦でウルフ佐藤に2RKO負けを喫し、王座を失った。
1987年1月20日、覚醒剤取締法違反で逮捕、送検され、日本ボクシングコミッションより6か月間の出場停止処分を受けた。裁判の結果、執行猶予が付され、周囲の働きかけもあって6か月の謹慎後に再起を決意、トーア・ファイティングボクシングジムへ移籍した。またこれにともない、リングネームを最終的に五代登と改めた。1988年6月13日、九条実（平石） を3RKO勝利で退けて再起を果たすと、橋口正道（ヨネクラ）に判定勝利、野口泰雪（川田）に7RKO勝利を収めてA級トーナメントを制した。
1989年2月13日、日本ライト級王座を9度防衛中の大友厳（大川）への挑戦では、繊細なアウトボクサーだった五代がガードの固いファイターにスタイルを変え、執拗にインファイトを仕掛けた。タフな変則スラッガーの大友に対してガードを高く上げたまま密着し、豊富なスタミナを示して細かいパンチでポイントを重ね、判定勝利を収めて3階級目の王座を獲得した。同年6月24日、元井成典（大星）に4RKO勝利を収めて初防衛に成功したが、同年8月12日、中野猛仁（木下）に2RKO負けを喫して王座を失い、この試合を最後に現役を引退した。

### 引退後
引退後はガス会社に6年間勤務した後、五代ボクシングジムを開設。当初の2年間は、昼間はヨネクラジムの元トレーナーであった父親にジムを任せ、五代は夜のみトレーナーを務めていたが、会員増加にともない、8年間勤めた会社を退職して本格的にジム運営に携わるようになった。以降は現在まで会長として経営に当たる。

## 獲得タイトル
- 第27代日本フェザー級王座（防衛0）
- 第19代日本スーパーフェザー級王座（防衛1）
- 第35代日本ライト級王座（防衛1）